# オンダカツキ
オンダカツキ（12月21日 - ）は日本のイラストレーター。長崎県出身。ゲーム会社を退職後、フリーのイラストレーターに移る。

## 作品リスト

### ゲーム
- 100万人の戦国無双（キャラクターデザイン）
- アイドルたちの恋愛計画（キャラクターデザイン）
- 真・三國無双7猛将伝（キャラクターデザイン）

### 挿絵
- ブラッド・スパート（幻狼ファンタジアノベルス、著：六塚光）
  - 初版（2011年1月、ISBN 978-4-344-82133-0）
- ブラッド・スパート2 罪人たちの仮面劇（幻狼ファンタジアノベルス、著：六塚光）
  - 初版（2011年6月、ISBN 978-4-344-82258-0）
- ブラッド・スパート3 殉難者たちへの鎮魂歌（幻狼ファンタジアノベルス、著：六塚光）
  - 初版（2011年12月、ISBN 978-4-344-82393-8）
- プラネット・サファリ 百獣王の双子（f-Clan文庫、著：桑原水菜）
  - 初版（2012年3月、ISBN 978-4-837-93613-8）
- 白い死神（アルファポリス、著：ペトリ サルヤネン、原著：Petri Sarjanen、翻訳：古市真由美）
  - 初版（2012年3月、ISBN 978-4-434-16533-7）
- 放課後レクイエム-真名事件調査記録（中央公論新社、著：鹿屋めじろ）
  - 初版（2012年7月、ISBN 978-4-125-01210-0）
- 物語の中の人（アルファポリス、著：田中二十三）
  - 初版（2013年７月、ISBN 978-4-434-18151-1）
- 物語の中の人2（アルファポリス、著：田中二十三）
  - 初版（2013年11月、ISBN 978-4-434-18602-8）
- 物語の中の人3（アルファポリス、著：田中二十三）
  - 初版（2014年6月、ISBN 978-4-434-19412-2）
- 獣医さんのお仕事in異世界2（アルファポリス、著：蒼空チョコ）
  - 初版（2014年6月、ISBN 978-4-434-19159-6）
- 獣医さんのお仕事in異世界3（アルファポリス、著：蒼空チョコ）
  - 初版（2014年10月、ISBN 978-4-434-19879-3）
- 獣医さんのお仕事in異世界4（アルファポリス、著：蒼空チョコ）
  - 初版（2015年3月、ISBN 978-4-434-20443-2）
- 獣医さんのお仕事in異世界5（アルファポリス、著：蒼空チョコ）
  - 初版（2015年7月、ISBN 978-4-434-20875-1）
- 獣医さんのお仕事in異世界6（アルファポリス、著：蒼空チョコ）
  - 初版（2016年3月、ISBN 978-4-434-21783-8）
- 獣医さんのお仕事in異世界7（アルファポリス、著：蒼空チョコ）
  - 初版（2016年7月、ISBN 978-4-434-22230-6）
- 獣医さんのお仕事in異世界8（アルファポリス、著：蒼空チョコ）
  - 初版（2016年11月、ISBN 978-4-434-22703-5）
- 獣医さんのお仕事in異世界9（アルファポリス、著：蒼空チョコ）
  - 初版（2017年2月、ISBN 978-4-434-23019-6）
- 獣医さんのお仕事in異世界10（アルファポリス、著：蒼空チョコ）
  - 初版（2017年9月、ISBN 978-4-434-23806-2）
- 獣医さんのお仕事in異世界11（アルファポリス、著：蒼空チョコ）
  - 初版（2018年3月、ISBN 978-4-434-24452-0）
- 獣医さんのお仕事in異世界12（アルファポリス、著：蒼空チョコ）
  - 初版（2018年11月、ISBN 978-4-434-25378-2）
- 素材採取家の異世界旅行記5（アルファポリス、著：木乃子増緒）
  - 初版（2018年8月、ISBN 978-4-434-25044-6）

### ドラマCD
声魂ドラマCDシリーズ
- 緋色の邂逅（キャラクターデザイン）
- 鎮守神楽（キャラクターデザイン）
- アクアマリンバタフライ（キャラクターデザイン）
- Spirits Tea - スピリッツティー（キャラクターデザイン）

### グッズ
- 真・三國無双５ミニフィギュア
- 真・三國無双６ミニフィギュア
- 戦国無双３武将ミニフィギュア
- みにきゃら戦国無双 シリーズ